# Leury García
Leury García (né le 18 mars 1991 à Santiago de los Caballeros, République dominicaine) est un joueur d'utilité de la  Ligue majeure de baseball. 

## Carrière

### Rangers du Texas
Leury García signe son premier contrat professionnel en 2007 chez les Rangers du Texas, avec qui il fait ses débuts dans le baseball majeur le 6 avril 2013. Il dispute 25 parties au total avec Texas, obtenant 10 coups sûrs, 8 points marqués, un but volé et un point produit. Son premier coup sûr dans les majeures est réussi le 13 avril 2013 aux dépens du lanceur Joe Saunders des Mariners de Seattle.

### Classique mondiale de baseball
Il s'aligne avec l'équipe de République dominicaine qui remporte la Classique mondiale de baseball 2013.

### White Sox de Chicago

#### Saison 2013
García est échangé aux White Sox de Chicago le 10 août 2013 contre le voltigeur Alex Ríos. Il termine 2013 avec 20 coups sûrs, deux points produits et une moyenne au bâton de ,198 en 45 matchs joués au total pour Texas et Chicago.

#### Saison 2014
Le 16 avril 2014, alors que les White Sox sont à court de lanceurs dans un match face aux Red Sox de Boston, García est envoyé au monticule en 14e manche. Le joueur d'avant-champ retire les deux premiers frappeurs des Red Sox qu'il affronte mais accorde ensuite deux buts-sur-balles et un double bon pour un point. García reçoit la défaite dans ce match perdu par Chicago.
En 2014, García réussit 11 buts volés en 12 tentatives mais ne frappe que pour ,166 de moyenne au bâton avec une moyenne de présence sur les buts de ,192 en 74 parties jouées. Il partage son temps presque également entre le champ centre, le deuxième but et le troisième but. Le 4 juin 2014, il réussit contre le lanceur Josh Beckett des Dodgers de Los Angeles son premier coup de circuit dans les majeures.